# マジカル サマー
「マジカル サマー」（MAGICAL SUMMER）は、1983年6月21日に発売された麻倉未稀の5枚目のシングル。発売元はキングレコード/CRYSTAL BIRD。

## 概要
4thアルバム『Hip City』と同時発売のシングル。表題曲は加藤和彦が作曲を手掛けたシティポップ風の楽曲。作詞はA・B面曲共に麻倉本人が手掛けている。

## 収録曲
1. マジカル サマー
作詞：麻倉未稀 / 作曲：加藤和彦 / 編曲：清水信之
2. トロピカーナ パラダイス
作詞：麻倉未稀 / 作曲：高瀬政彦 / 編曲：清水信之